# 林淵
林淵（1913年—1991年9月21日），臺灣南投縣魚池鄉共和村人，屬於台灣樸素藝術的石雕家，在1980年代時引起注目，埔里鎮牛耳藝術渡假村有專屬的林淵美術館，故居則成為林淵樸素藝術紀念館。

## 生平
林淵為1913年生於南投魚池，住於南投縣魚池鄉共和村內加道，小學僅讀數個月便務農，育養五男三女。
從農事退休後，林淵為解悶，便以樹塊隨意雕琢但覺得太軟，1979年改從家附近撿風化岩來雕刻，但發現易脆，便請親戚從水里鄉郡坑村附近河床收水成岩來雕刻。雕刻動機是林淵從小喜歡收購小型藝術品，出去旅行只要喜歡就買來堆放在屋裡，使他兒子感覺困擾，他便自己製作。起初，林淵的雕刻作品是帶有實用性，如外型是烏龜的花缸，後來變成純藝術的風格。隨著雕刻越多，林淵便委託兒子將他的作品放在共和村路旁，起初被鄰居取笑，直到1980年初被埔里國際青商會會長陳哲見到，逐漸名聲傳開。在1980年報導時，林淵的名聲已逐漸在中臺灣地區傳開，會有絡繹不斷的遊客前來探望。林淵在家門口寫著「林淵、福建省、海澄縣、五子三女、石刻要出售...」。
一次，黃炳松聽到一名貨車司機說在魚池鄉界有許多石雕，便駕車過來看。黃炳松見到林淵作品後，便先以新台幣四萬餘的價碼買下約六十件作品運回埔里，多數先放於妻舅周顯文在埔霧公路旁的別墅，一些放在黃炳松家中。林淵作品經由雜誌《埔里鄉情》介紹，引起了國內藝術界人士注意。其石雕引起藝術界重視，主因在於他不刻一般石刻，而專刻現世主題刻到神話故事，也有他對現世小人物的透視。
藉由黃炳松的引介，1980年4月21日，朱銘南下前來觀看這些石雕。朱銘的心得是這些作品隨心所欲、順其自然，沒有絲毫摹倣，但氣派不夠，缺乏震撼力。該年5月，黃炳松將六張林淵石雕照片，寄給法國尚·杜布菲。黃炳松除會從溪邊載運來石頭供林淵雕刻，也每個月給林淵一筆安家費。之後，林淵就常搭客運從家鄉到埔里獅仔頭瀑布附近雕刻，並將作品歸黃炳松所有。
1980年7月16日，林淵帶著他石刻照片前往台南縣北門鄉南鯤鯓拜訪洪通，但下午三時到時，被洪通緊閉著窗門不願見客，只好委託鄰居將石刻照片轉交洪通。林淵先去台南市立體育館參觀東南亞原始藝術展覽，於晚上七時半分又到洪通家石，才終於和洪通見面。洪通回應已看過林淵石刻照片了、刻得很好，接著展示自己最近的作品，並一再表示自己是沒有受過教育的粗人，且最近身體不好，才不願與外界接觸。
林淵介紹自己作品時會說起故事，有些是中國民間傳說，有些是他杜撰的。如作品一尊取名為「秦始皇之妻」的猴子雕像，是說秦始皇從仙女變成的賣花姑娘得到花朵，結果皇帝妻子拿來插上鬢上後成了猴子。1982年11月12日到21日，林淵出三十餘件作品在台中名門畫廊展出。此展為他生平首次展覽。
次年5月31日，老三台聯播電視節目《大地之頌》首集「石之頌」，介紹林淵。

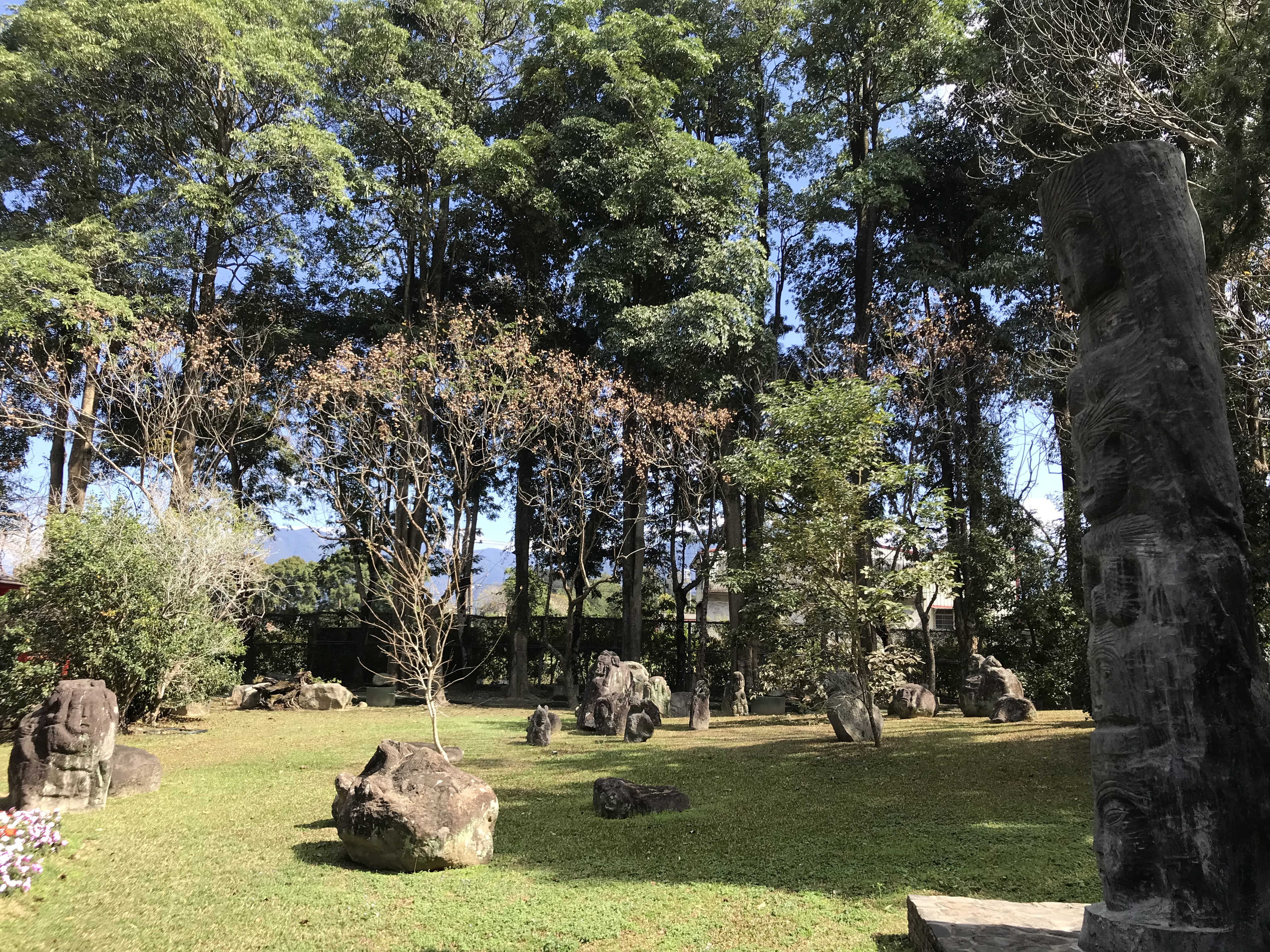
牛耳石雕公園一景

黃炳松為林淵在埔里鎮南村里建立佔地三公頃的牛耳石雕公園，以林淵石雕作品為重點，並建有林淵美術館。被稱為「淵仔伯」的林淵會戴著小黑帽在大太陽下在園內雕刻，不厭其煩對遊客敘述自己的創作。1987年11月23日正式開幕當天，南投縣長主任祕書林文政、省立美術館館長劉欓河、畫家黃朝湖等到場祝賀。公園名稱除當地地名牛相觸有關外，是意涵同樣生肖屬牛的楊英風、朱銘、林淵這三位雕刻家。林淵在牛耳石雕公園的樹下蓋了一座濃厚鄉土風格的土地公廟。林淵在園中最大的作品是兩百三十六塊巨石堆積而成的「仙梯」，他稱是要用這梯子讓他幻夢中的「石仙姑」往返於天宮與埔里之間。後來，林淵因與黃炳松觀念分歧，便回家繼續雕刻。
1991年5月，林淵在台北木石緣畫廊舉行個展返回家後，即因嘔吐不適住院，經檢查為胰臟癌，肺部並因長期雕刻石頭而有鈣化現象。9月，他又因病情惡化，住進彰化縣秀傳醫院，至21日下午呈彌留狀態，家人即將他送回家安息。同月29日舉行公祭後，隨即發引安葬魚池鄉第二公墓。

## 身後
牛耳石雕公園會在林淵逝世周年時，對園內的林淵雕像擺上鮮花。
林淵的故居在1990年成為林淵樸素藝術紀念館。林淵長子林清戶在退休後，在社區活動中心學起繪畫來。2018年林淵樸素藝術紀念館以「林淵石頭厝」登錄為臺灣紀念建築。